# Тихонов, Сергей Михайлович
Сергей Михайлович Тихонов (25 декабря 1950, Москва — 21 апреля 1972, там же) — советский юный актёр, исполнитель главных детских ролей в кинофильмах 1960-х годов.

## Биография
Родился 25 декабря 1950 года в Москве, жил на Красной Пресне.
Родители Михаил и Екатерина Тихоновы к кино отношения не имели. Трудились на производстве, воспитали двоих сыновей — старшего Евгения и младшего Серёжу.
Стал известен благодаря роли Джонни Дорсета в новелле «Вождь краснокожих» в фильме-трилогии Леонида Гайдая «Деловые люди», хотя до знакомства с ним режиссёр планировал снимать в этой роли Надежду Румянцеву.
На роль Мальчиша-Плохиша в фильм «Сказка о Мальчише-Кибальчише» был приглашён режиссёром Евгением Шерстобитовым, которому Тихонов был знаком по фильму «Деловые люди».
В одном из интервью Шерстобитов сказал о Тихонове: «Не надо быть режиссёром, чтобы увидеть, каким редким актёрским даром обладал этот ребёнок».
Артист Сергей Мартинсон сомневался, стоит ли ему играть в фильме «Сказка о Мальчише-Кибальчише», но когда познакомился с Тихоновым и разыграл с ним этюд: «Пряник медовый дашь?… А два дашь?… А теперь халву давай, да побольше, а то не скажу…» — согласился.
В 1966 году Сергей окончил 8 класс школы № 90 Краснопресненского района. После съёмок в фильме «Дубравка» пытался поступить во ВГИК (курс С. А. Герасимова и Т. Ф. Макаровой), но не был принят. Отслужил в Советской Армии, а вскоре — 21 апреля 1972 года — погиб, попав под трамвай, на 22-м году жизни.
Похоронен на Химкинском кладбище.

## Фильмография
— главная роль

| Год  |   | Название                     | Роль                             |
| ---- | - | ---------------------------- | -------------------------------- |
| 1963 | ф | Деловые люди                 | Джонни Дорсет, вождь краснокожих |
| 1964 | ф | Сказка о Мальчише-Кибальчише | Мальчиш-Плохиш                   |
| 1967 | ф | Дубравка                     | Вовка «Утюг»                     |